# NGC 4047
NGC 4047 est une galaxie spirale située dans la constellation de la Grande Ourse. NGC 4047 a été découverte par l'astronome germano-britannique William Herschel en 1788.

## Caractéristiques
La classe de luminosité de NGC 4047 est II et elle présente une large raie HI.

### Distance
Sa vitesse par rapport au fond diffus cosmologique est de 3 633 ± 15 km/s, ce qui correspond à une distance de Hubble de 53,6 ± 3,8 Mpc (∼175 millions d'al).
À ce jour, sept mesures non basées sur le décalage vers le rouge (redshift) donnent une distance de 60,400 ± 7,408 Mpc (∼197 millions d'al), ce qui est à l'intérieur des valeurs de la distance de Hubble. Notons cependant que c'est avec la valeur moyenne des mesures indépendantes, lorsqu'elles existent, que la base de données NASA/IPAC calcule le diamètre d'une galaxie et qu'en conséquence le diamètre de NGC 4047 pourrait être d'environ 28,3 kpc (∼92 300 al) si on utilisait la distance de Hubble pour le calculer.